# Festigungsmittel
Festigungsmittel sind Lebensmittelzusatzstoffe, die für eine höhere oder länger anhaltende Festigkeit zum Beispiel des Fruchtfleisches von Obst sorgen sollen. 
Es handelt sich um Salze, typischerweise um Lactate oder Phosphate, um Calcium-Salze oder Aluminium-Sulfate.
Sie werden vorwiegend bei (frischem) Obst und Gemüse eingesetzt. Beispielsweise kann bei in Spalten aufgeschnitten verkauftem Obst das Fruchtfleisch mit einer Lösung des jeweiligen Salzes besprüht werden.
Es sind Salze, die mit einem Inhaltsstoff des Produktes wie zum Beispiel dem Pektin im Obst reagieren.
In der Europäischen Union sind zur Festigung von Lebensmitteln folgende Zusatzstoffe zugelassen:
- Calciumacetat (E 263),
- Natriumlactat (E 325),
- Kaliumlactat (E 326),
- Calciumlactat (E 327),
- Natriumphosphate (E 339; Natriumdihydrogenphosphat, Dinatriumhydrogenphosphat und Natriumphosphat),
- Kaliumorthophosphat (E 340; Kaliumdihydrogenphosphat, Dikaliumhydrogenphosphat und Kaliumphosphat),
- Calciumphosphate (E 341; Calciumdihydrogenphosphat, Calciumhydrogenphosphat und Calciumphosphat),
- Calciumtartrat (E 354),
- Diphosphate (E 450),
- Triphosphate (E 451; Pentanatriumtriphosphat und Pentakaliumtriphosphat),
- Polyphosphate (E 452),
- Kaliumchlorid (E 508),
- Calciumchlorid (E 509),
- Magnesiumchlorid (E 511),
- Natriumsulfate (E 514; Natriumsulfat und Natriumhydrogensulfat),
- Kaliumsulfat (E 515),
- Calciumsulfat (E 516),
- Aluminiumsulfat (E 520),
- Aluminiumnatriumsulfat (E 521),
- Aluminiumkaliumsulfat-Dodecahydrat (E 522) und
- Aluminiumammoniumsulfat-Dodecahydrat (E 523)